# Sphenomorphus coxi
Sphenomorphus coxi är en ödleart som beskrevs av  Taylor 1915. Sphenomorphus coxi ingår i släktet Sphenomorphus och familjen skinkar. IUCN kategoriserar arten globalt som livskraftig.

## Underarter
Arten delas in i följande underarter:
- S. c. coxi
- S. c. divergens